# Miluše Vítečková
Miluše Vítečková roz. Klementová (* 23. srpna 1975 Dačice), je autorka sbírek básní věnovaných dětem předškolního a mladšího školního věku. Její verše našly místo i v čítankách pro 1. stupeň základní školy. Kromě básnické tvorby se od roku 2009 věnuje pedagogické a vědecké činnosti na Pedagogické fakultě Jihočeské univerzity v Českých Budějovicích. Předmětem jejího odborného zájmu je začínající učitel a jeho uvádění do praxe. Od roku 2012 pravidelně publikuje fejetony v Českobudějovickém deníku.

## Dílo

### Sbírky pro děti
- Barevné říkanky, 2008
- Básničky pro tebe, 2003

### Leporela
- Káčátko, 2008
- Koťátko, 2008
- Králíček, 2008
- Štěňátko, 2008

### Překlad
- Veselí prvňáčci, Jozef Pavlovič, 2009

### Odborné knihy, metodiky
- Vítečková, M. (2018). Začínající učitel: jeho potřeby a uvádění do praxe. Brno: Paido.
- Svobodová, E., Vítečková, M. a kol. (2017). Osobnost předškolního pedagoga: sebereflexe, sociální kompetence a jejich rozvíjení. Praha: Portál.
- Svobodová, E., Váchová, A. & Vítečková, M. (2012). Do školky za zvířátky: Metodika práce s příběhy v MŠ. Praha: Portál.